# Delta du Rhône
Pour des articles plus généraux, voir Rhône et Camargue.

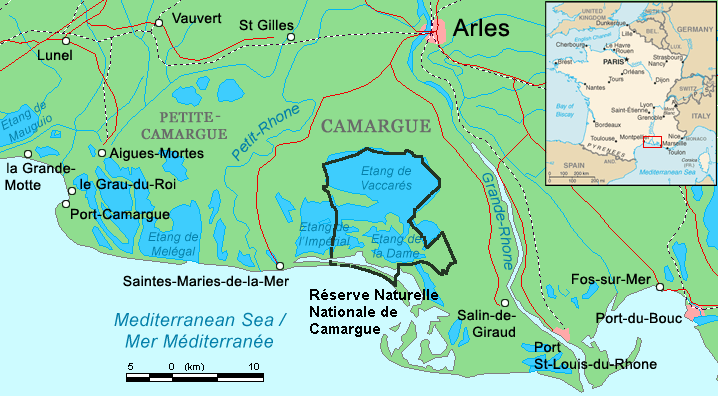
Carte de la Camargue avec le delta du Rhône.

Vue aérienne orthophotographique.

Vue aérienne orthophotographique infrarouge fausses couleurs.

Le delta du Rhône ou parfois delta de Camargue est le delta que forme le Rhône à son embouchure dans la mer Méditerranée.  On parle aussi parfois du delta du Rhône pour évoquer le delta formé par le Rhône dans le Léman en Suisse.

## Le delta dans l'histoire

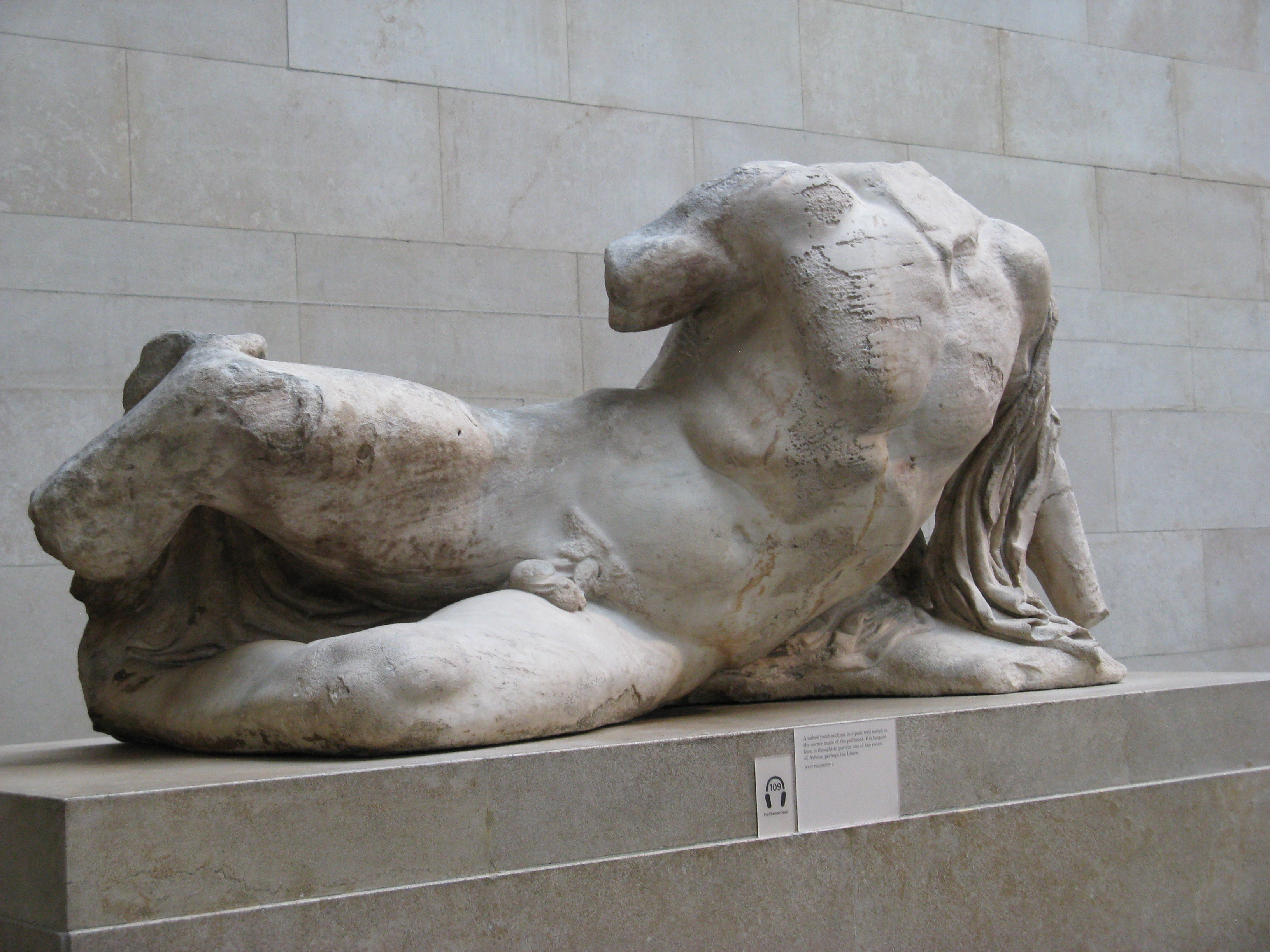
Statue du dieu Éridan, fleuve divinisé, au British Museum. La statue provient du Parthénon.

La première mention historique du delta du Rhône a été faite par Hésiode qui le considérait comme l'une des portes de l'Enfer au même titre que ceux du Pô et du Rhin. Pline l'Ancien a expliqué dans son Histoire naturelle : « D'après les premières traditions, recueillies par Hésiode, l'Eridan se montre dans les espaces vagues et obscurs qui occupent tout le nord-ouest de la mappemonde de ce siècle ; et l'idée de cet Éridan fabuleux qui s'écoulait dans l'Océan en traversant ce qu'on nomma plus tard la Celtique, se maintint dans toute l'antiquité. Cependant quelques Grecs qui voulaient être mieux informés, appliquèrent successivement ce nom au Pô, au Rhône, au Rhin, en réunissant même quelquefois ces trois rivières d'une manière qui nous doit paraître absurde, mais qui, rapportée à leur système, se conçoit aisément ».
Identifié par Eschyle avec le Rhône, aux bouches duquel fut installée la colonie phocéenne alors la plus occidentale, l'Éridan a été tout aussi bien décrit comme un de ses affluents ou de ses embranchements.

## Situation

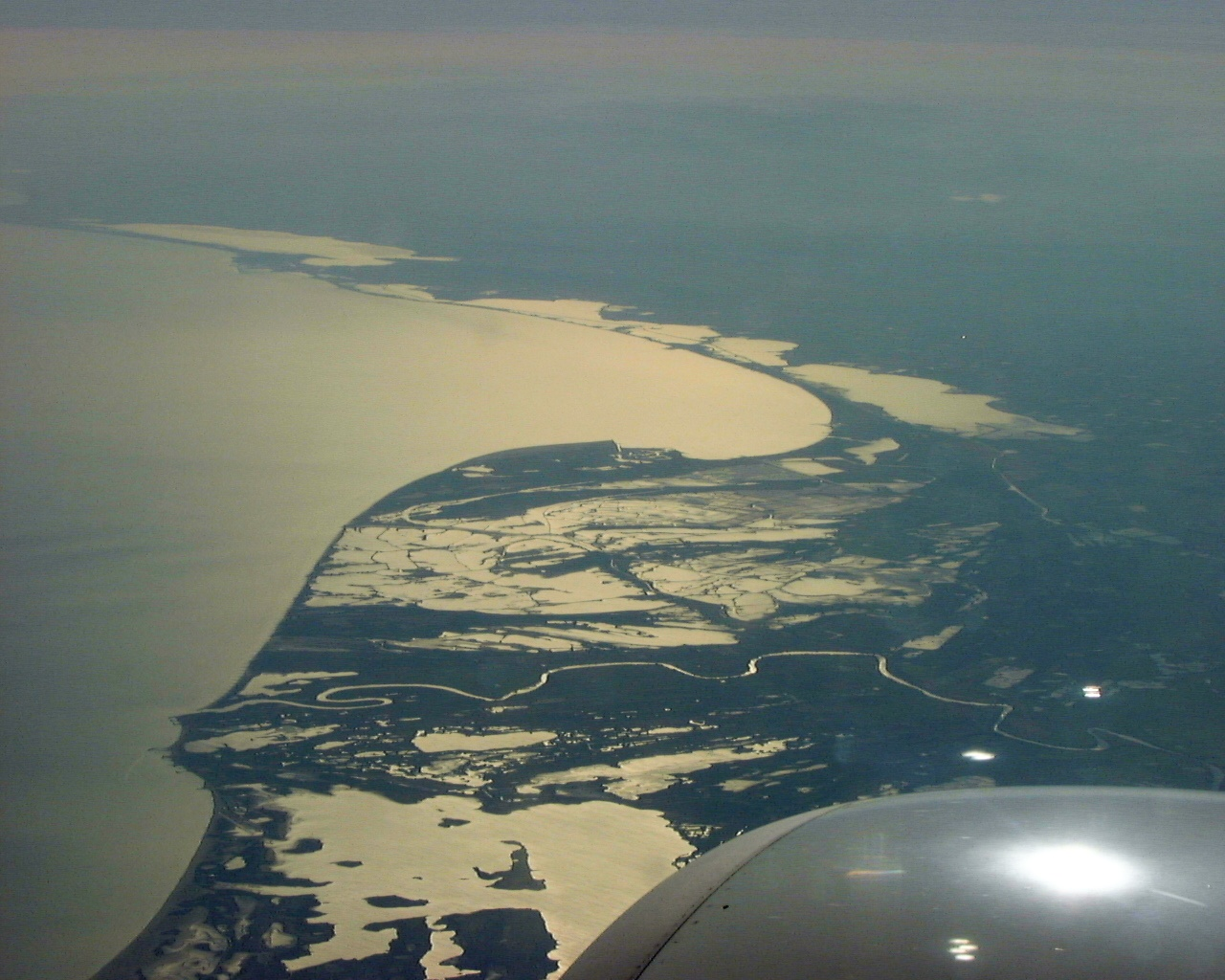
Embouchure du Petit-Rhône, avec les Saintes-Maries-de-la-Mer, l'étang de Malagroy, l'étang de l'Impérial et la Petite Camargue.

Ce delta est la dernière portion du cours du Rhône avant son embouchure sur la mer Méditerranée. Il commence à hauteur de la ville d'Arles, où le fleuve divise son cours en deux bras. Le petit bras est nommé le Petit-Rhône et le plus important le Grand-Rhône. Ce delta correspond à la région de la Camargue.

## Structuration
La zone du delta est réputée pour ses marécages, mais aussi ses salins proches (Aigues-Mortes), ses étangs (étang de Vaccarès et étang de Scamandre notamment).

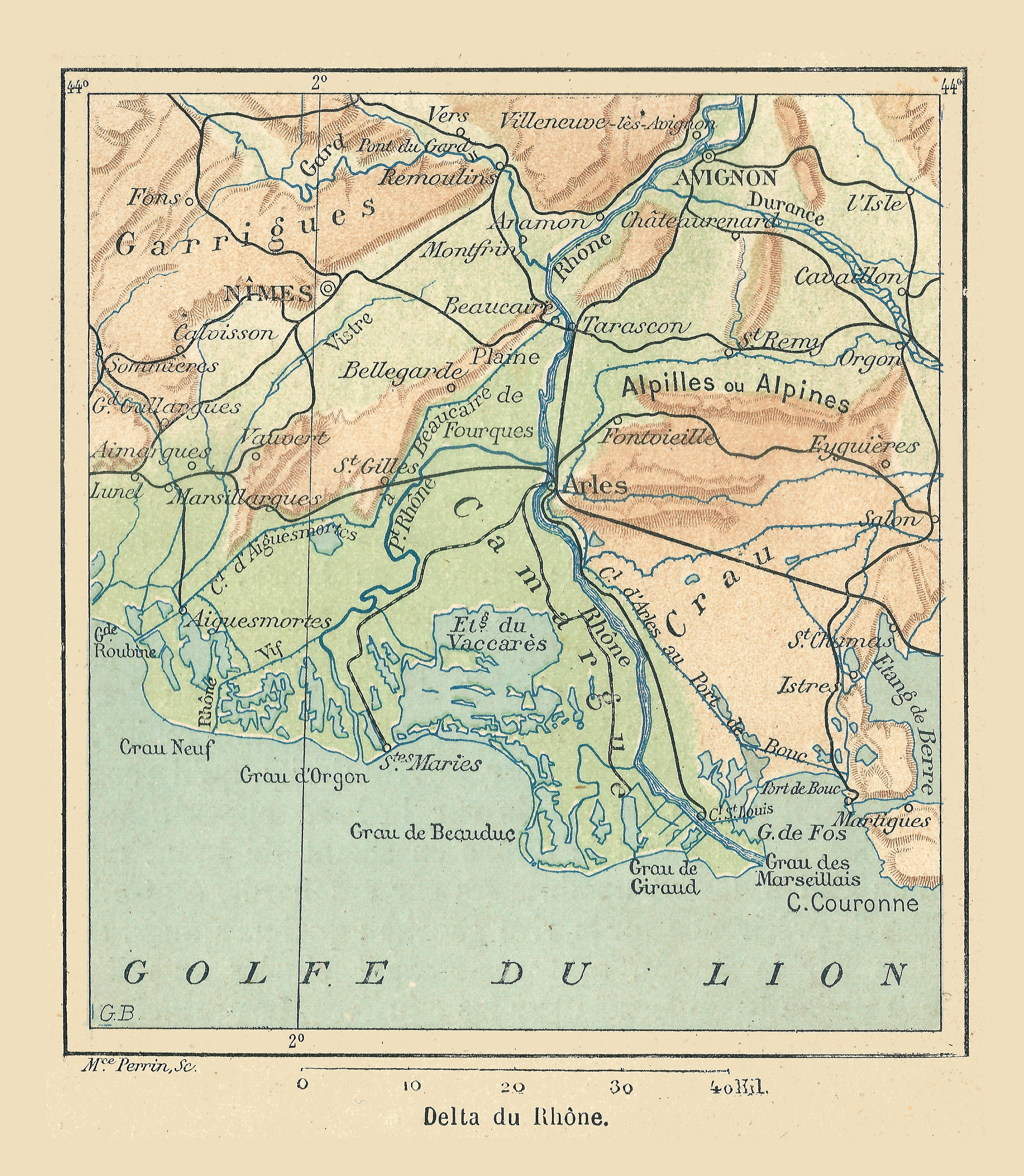
Delta du Rhône, cartographie 1894.

## Occupation
Redouté par l'homme dès l'Antiquité pour ses terres mouvantes, le delta a attiré de nombreuses espèces d'animaux dont deux grands quadrupèdes : le cheval et le taureau. Les Ligures, population autochtone, s'en servirent comme lieu de pêche. En témoignent les découvertes de harpons de cuivre, des tridents en fer, des lests de filets en plomb et en terre cuite. La pêche au thon était pratiquée sur le littoral à l'aide de gros hameçons de fer ou en bloquant les poissons dans des madragues.

## Protection
Historiquement, les bras du delta bougeaient mais ils sont désormais endigués. Le delta est donc figé hormis lors de crues exceptionnelles (comme en 1993, 1994 et 2003).